# Nuria Salán Ballesteros
Núria Salán Ballesteros (Barcelona, 1963) és una química catalana, doctora en Ciencia de los materiales e Ingeniería metalúrgica, profesora de la Universidad Politécnica de Cataluña (UPC) y actual presidenta de la Sociedad Catalana de Tecnología (SCT), la filial técnica del Instituto de Estudios Catalanes.

## Biografía
A pesar de haber nacido en Barcelona, ha vivido en San Baudilio de Llobregat toda su vida. A los 18 años comenzó estudios universitarios de química en la Universidad de Barcelona (UB), especializándose en metalurgia. Terminada la licenciatura, comenzó su etapa de investigación en la UPC. Poco después se incorporó a la docencia en la Escuela de Minas de Manresa, impartiendo asignaturas de Tecnología de materiales. En 1997 se incorpora en el Campus de la UPC como profesora del departamento de Ciencia de los materiales e Ingeniería metalúrgica, y es subdirectora de Promoción institucional y estudiantado de la Escuela Superior de Ingenierías Industrial, Aeroespacial y Audiovisual de Tarrasa (ESEIAAT) desde 2015. Es miembro de la Sociedad Catalana de Tecnología , donde su Asamblea General la eligió como presidenta el año 2016, y volvería a ser reelegida por el cargo en 2018.
Entre los años 1995 y 2000 desarrolló su tesis doctoral en Ciencia de materiales e ingeniería metalúrgica en la UPC, titulada Evolución microestructural de aceros inoxidables austeno-ferríticos sometidos a tratamientos térmicos y termomecánicos.
Como investigadora, ha participado en más de 25 proyectos de investigación, colaborando con empresas u organismos nacionales e internacionales, tiene dos patentes, y ha publicado más de 50 artículos de investigación en el ámbito de los aceros inoxidables, metal duro, recubrimientos técnicos, etc. En Innovación Docente, fue impulsora y Coordinadora Académica del proyecto RIMA (Investigación e Innovación de Metodologías de Aprendizaje), del ICE de la UPC, que agrupaba colectivos temáticos vinculados al desarrollo e implantación de competencias genéricas en estudios técnicos, o metodologías de trabajo y/o aprendizaje. Ha participado en numerosos proyectos de innovación docente, de los cuales seis han recibido el reconocimiento de la UPC (Premio UPC a la Calidad en Docencia Universitaria, modalidad "Premio a la Iniciativa Docente"), y en cuatro ocasiones han sido galardonados con la Distinción Vicens Vives de la Generalidad de Cataluña, para proyectos relacionados del aprendizaje con recursos multimedia o el proyecto INSPIRE3.
También se ha involucrado activamente en la promoción de la mujer en las carreras técnicas. En el año 2000 fue secretaria del «I Congreso Nacional de las Mujeres y la Ingeniería en Terrassa». También ha colaborado en todas las ediciones del «Programa Mujer» de la UPC para acercar los estudios tecnológicos a las estudiantes de secundaria, e impulsó la creación, desde el curso 2013-2014, del programa de mentoría M2M para alumnos de ingeniería.
En junio de 2011 fue nombrada Coordinadora Académica del Programa de Género de la UPC, desde donde se impulsaron e implementar los sucesivos Planes de Igualdad de Oportunidades de la UPC. El año 2019, fue impulsora como Comité Organizador del WSCITECH 2019 (Congreso de las Mujeres, la Ciencia y la Tecnología) que se celebró los días 6 y 7 de marzo en Tarrasa.
El año 2017 recibió el Premio «Mujer y Tecnología» de la Fundación Orange, por su labor divulgadora y cercana de la tecnología a la sociedad en general y a las mujeres en particular. El 2021 recibió el premio Gaudí Gresol a la Notoriedad y la Excelencia.

## Obra publicada
Núria Salán ha publicado o colaborado en varios libros técnicos:
- Guía de actividades docentes para la formación en integración e igualdad de oportunidades por razón de discapacidad en las enseñanzas técnicas: accesibilidad universal y diseño para todos, UPC, 2010
- Guia per a l'avaluació de les competències en els laboratoris de ciències i tecnologia, AQU, 2009 (en catalán)
- Tecnologia del Proceso y Transformación de Materiales, Edicions UPC, 2005
- Fractura de los materiales Edicions UPC, 2002
- Materiales en Ingeniería: Problemas Resueltos, Edicions UPC, 2002.

A partir de 2011 comenzó a publicar también fuera del ámbito científico con El curs de gestió de l'estrès, que sería galardonado con el primer premio del Concurso de Relatos Breves de San Juan Despí, en el 2011, (valorado por su calidad, por el uso del lenguaje no sexista y la no utilización de estereotipos), y con El sabàtic, ganador del mismo premio en 2013. en el año 2012 publicó la novela Quedem divendres?.] El escritor Amadeu Alemany recogió la esencia de Núria Salán en Gegants (amb denominació d'origen santboiana), libro en el que comparte protagonismo con en Marc Gasol, Juan Carlos Pérez Rojo, Manel Esteller, Dolo Beltrán y Alberto Malo Navio, entre otros.
Ha traducido la obra Desde mi realidad, de Joan Massip (traducción del castellano al catalán), y al español el libro de William D. Callister, Jr. Ciencia e Ingeniería de Materiales, junto con Pere Molera Solà.
Ha colaborado con Joan Massip en la elaboración de la obra Pequeñas historias para ti , y también en la redacción del libro de Guillermo Gómez titulado Francesc Calvet, el pagès que va triomfar al Barça.